# Arbeiterwohlfahrt
Die Arbeiterwohlfahrt e. V. (AWO) ist ein dezentral organisierter deutscher Wohlfahrtsverband, der auf persönlichen Mitgliedschaften in seinen Ortsvereinen aufbaut. Sie ist einer der sechs Spitzenverbände der freien Wohlfahrtspflege und mit rund 210.000 hauptamtlichen Mitarbeitern einer der großen Arbeitgeber in Deutschland.
Ihre Hauptaufgabe ist es, sozial schlechter gestellte Menschen zu unterstützen. Heutzutage betreut sie hauptsächlich Menschen mit Behinderungen und Senioren, betreibt aber beispielsweise auch Kindergärten, offene Ganztagsschulen, psychiatrische und forensische Kliniken, Einrichtungen für Ferienfreizeit und Beratungsstellen für Migranten, Asylbewerber und Menschen in Notlagen. Sie bekennt sich zu den Werten des freiheitlich-demokratischen Sozialismus.

## Geschichte

### Entstehung und frühe Entwicklung während der Weimarer Republik (1919–1923)

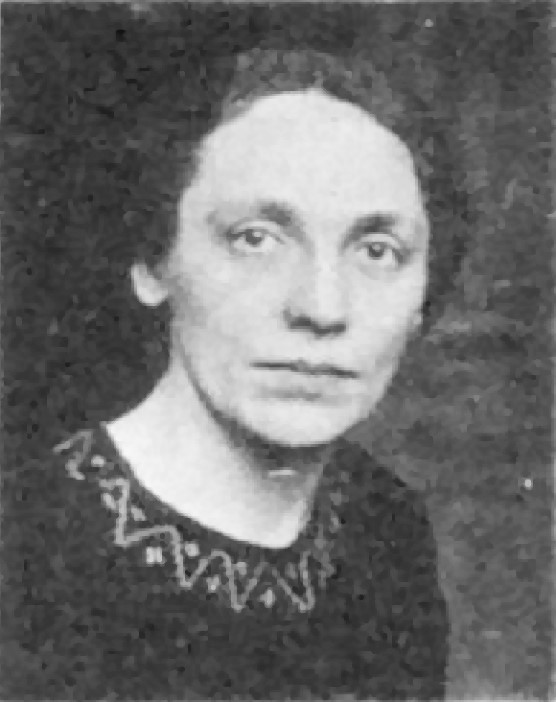
Marie Juchacz (um 1919)

Am 13. Dezember 1919 gründete Marie Juchacz (1879–1956), die zu den ersten Frauen in der Nationalversammlung gehörte, die AWO als Hauptausschuss für Arbeiterwohlfahrt in der SPD. Neben ihr waren u. a. Elfriede Ryneck (2. Vorsitzende), Lore Agnes, Walter Friedländer, Robert Görlinger, Julius Moses, Louise Schroeder, Grete Vogel, Hedwig Wachenheim und Jeannette Wolff Gründungsmitglieder. Reichspräsident Friedrich Ebert beschrieb sie mit dem Motto „Arbeiterwohlfahrt ist die Selbsthilfe der Arbeiterschaft“. Zunächst versuchte sie, vor allem die Not der durch den Ersten Weltkrieg Geschädigten zu lindern, indem sie Nähstuben, Suppenküchen, Werkstätten zur Selbsthilfe und Beratungsstellen einrichtete. Später entwickelte sie sich zu einer Hilfsorganisation für alle sozial bedürftigen Menschen.

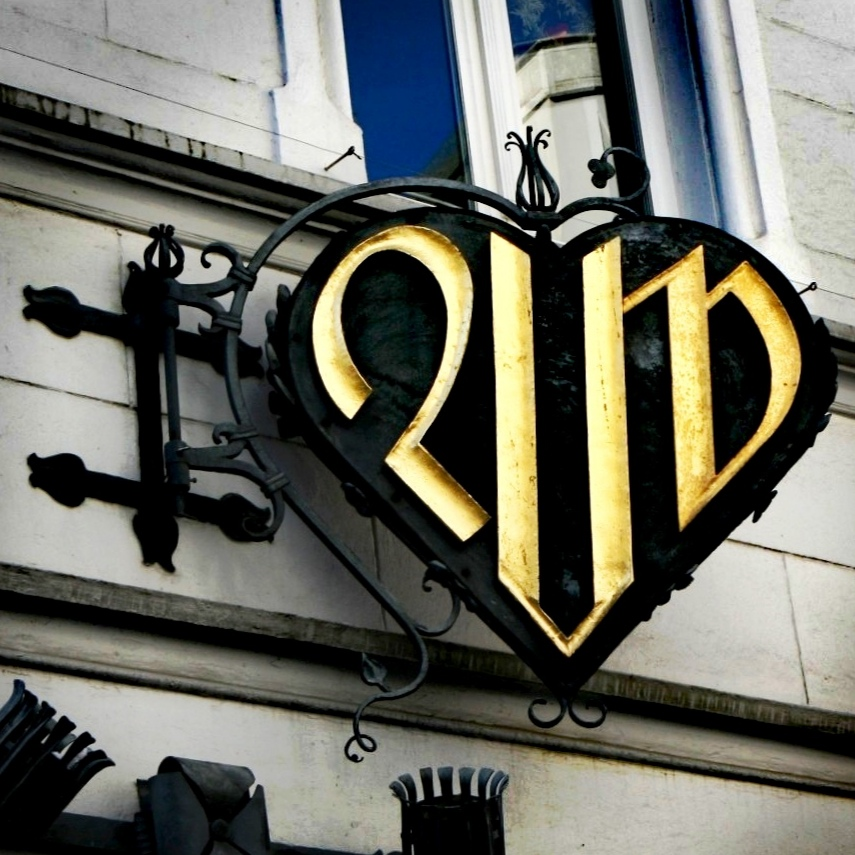
Historisches Schild am Gebäude der AWO in Lüdenscheid (2008)

Im Jahr 1920 veröffentlichte der Hauptausschuss die ersten vorläufigen Richtlinien für seine Arbeit und die Tätigkeiten der wachsenden Anzahl von Ortsausschüssen und -einrichtungen. Die Arbeiterwohlfahrt konnte in dieser frühen Phase keine bedeutenden Ressourcen aufbauen und finanzierte sich größtenteils aus „Arbeitergroschen“, veranstaltete eine eigene Lotterie und verkaufte Arbeiter-Wohlfahrtsmarken.
Im Januar 1925 beschloss die AWO bei einer Vertreterkonferenz in Berlin die Bildung eines Hauptausschusses und das Entstehen von elf Fachkommissionen. Im April desselben Jahres wurde die Arbeiterwohlfahrt e. V. beim Amtsgericht Berlin-Mitte eingetragen. 1926 erschien unter der Leitung von Hedwig Wachenheim zum ersten Mal die Zeitschrift Arbeiterwohlfahrt mit einer Auflage von 10.000 Exemplaren. 1928 etablierte die Organisation eine eigene Schule, die Wohlfahrtsschule der Arbeiterwohlfahrt zur Ausbildung kommender Fürsorgerinnen und Fürsorger in Berlin und bildete in den folgenden Jahren viele Frauen und Männer für soziale Berufe aus. Schule und Geschäftsstelle des Hauptausschusses bezogen ein Gebäude am heutigen Mehringplatz in Berlin-Kreuzberg.
In den Jahren nach der Gründung entwickelte sich die AWO zu einer bedeutenden Organisation. 1931 engagierten sich mehr als 130.000 ehrenamtliche Helferinnen und Helfer in rund 2.500 Ortsausschüssen mit verschiedenen lokalen Einrichtungen.

### Entwicklung während des Nationalsozialismus (1933–1945)
Nach der Machtergreifung Adolf Hitlers wurde die AWO zunächst erfolglos gleichzuschalten versucht und dann aufgelöst und verboten. Einige Mitglieder arbeiteten illegal weiter, so Johanna Kirchner, die mithalf, bedrohte Personen aus der Arbeiterbewegung ins Exil zu schleusen.

### Nachkriegszeit und Bonner Republik (1946–1989)
Nach dem Ende des Zweiten Weltkriegs wurde die AWO 1946 in Hannover als parteipolitisch und konfessionell unabhängige Hilfsorganisation neu gegründet. In der Sowjetischen Besatzungszone und der späteren DDR wurde sie nicht zugelassen. Eine Ausnahme bildete hier Ostberlin, wo die AWO bis zum Mauerbau im August 1961 als gesamtstädtischer Landesverband arbeitete. Details über die Neugründungsjahre sind aufgrund der verfügbaren Quellen nicht einfach zu rekonstruieren, bekannt ist jedoch, dass Marie Juchacz aus dem amerikanischen Exil mithilfe von Spenden Büchertransporte organisierte, um die SPD-Bibliothek neu auszustatten. Es wird davon ausgegangen, dass auch die Bibliothek der AWO mit entsprechenden Spenden bedacht wurde. Das AWO-Jahrbuch 1950/51 erwähnte die Bibliothek als neues zentrales Dienstleistungszentrum der Organisation.
Im Jahr 1959 hatte die AWO bundesweit 300.000 Mitglieder, 5.000 Ortsvereine, 353 Heime, 250 Kindergärten, 4.000 hauptberufliche Mitarbeiterinnen und Mitarbeiter und über 70.000 Helferinnen und Helfer.
Ab November 1989 gründeten sich mit Unterstützung westdeutscher AWO-Verbände die ersten Ableger der Arbeiterwohlfahrt im Osten. Besonders hervorzuheben ist eine frühe Wiedergründung, noch zu DDR-Zeiten am 18. Februar 1990, 57 Jahre nach ihrem Verbot, in Sonneberg auf Initiative des bayerischen Landtagsabgeordneten Walter Knauer und des Sozialmanagers Edmund Fröhlich.
Zwei Jahre nach der Neugründung in Hannover begann die AWO ihre organisatorische Verknüpfungen zur Sozialdemokratie zu lösen und entwickelte sich schrittweise zu einem der großen unabhängigen Verbände der freien Wohlfahrtspflege in Deutschland.

### Deutsche Wiedervereinigung und jüngere Geschichte (seit 1990)
Am 10. November 1990 schlossen sich die einzelnen Verbände der Arbeiterwohlfahrt in ganz Deutschland zusammen. Die AWO ist seitdem in ganz Deutschland tätig. Der Sitz des Bundesverbandes befindet sich in Berlin. Sie ist Trägerin des DZI-Spenden-Siegels.
Die Arbeiterwohlfahrt sieht sich selbst den Grundwerten Solidarität, Toleranz, Freiheit, Gleichheit und Gerechtigkeit verpflichtet und arbeitet im ehrenamtlichen wie im hauptamtlichen Bereich nach den Leitsätzen und dem Leitbild der AWO, das zumindest bei einigen Neueinstellungen auch für Mitarbeiter verbindlich ist.

## Struktur und Organisation

Modernes AWO-Logo bis Mai 2008

Die AWO gliedert sich in 30 Bezirks- und Landesverbände, 397 Kreisverbände und 3268 Ortsvereine.
Die AWO wird bundesweit getragen von 317.767 Mitgliedern, 73.753 ehrenamtlichen Mitarbeitenden (Helfern) und 230.873 hauptamtlichen Mitarbeitern. Die AWO unterhält in allen Bundesländern über 18.000 Einrichtungen und Dienste/Dienstleistungen, darunter:
- Heime inklusive Wohngemeinschaften
- Tagesstätten, etwa für Kinder und Jugendliche und für alte Menschen, dabei etwa 2.300 Kindertagesstätten deutschlandweit[16]
- Auskunfts- und Beratungsstellen, z. B. für Alte, Arbeitslose, Familien, Schwangere, Behinderte, Jugendliche, Ausländer
- ambulante Dienste insgesamt, darunter sozialpflegerische Dienste
- Beratungsstellen unterschiedlichster Art, einschl. Geschäftsstellen
- Tages- und Werkstätten für Arbeitslose, Werkstätten aller Art

Die AWO ist Trägerin von über 2.100 Heimen, darunter:
- Altenheime, Altenpflegeheime, Altenwohnheime, Tagespflegeheime
- Heime/Wohngemeinschaften für Behinderte/psychisch Kranke
- Wohnheime für Aussiedler und Ausländer
- Heime/Wohngemeinschaften für Kinder und Jugendliche
- Aus-, Fort- und Weiterbildungsstätten
- Einrichtungen der Gesundheitshilfe wie z. B. Erholungs- und Kurheime
- Frauenhäuser

Im Rahmen der AWO sind zudem über 3.500 Selbsthilfe-, Helfer- und andere Gruppen Bürgerschaftlichen Engagements tätig, darunter:
- in Altenclubs, Seniorengruppen
- in der Jugendhilfe/Jugendarbeit
- für chronisch Kranke und Behinderte
- gesundheitliche Selbsthilfe- und Kontaktgruppen
- Freiwilligenagenturen/-büros
- Helfergruppen für Menschen in besonderen Notlagen (etwa Arbeitslosen-Selbsthilfe, Frauen-Selbsthilfe)
- in der Familienhilfe

Über 800 selbstständige Einrichtungen, Initiativen und Organisationen haben sich der AWO auf allen Ebenen als korporative Mitglieder angeschlossen.

### Partner der AWO
Das Bundesjugendwerk der AWO ist der eigenständige Kinder- und Jugendverband der AWO. Es wurde 1978 gegründet. Das Bundesjugendwerk der AWO arbeitet als Dach der Landes- und Bezirksjugendwerke eng mit seinen Gliederungen zusammen und veranstaltet für die haupt- und ehrenamtlich Engagierten Arbeitstagungen, Seminare und Treffen. Das Bundesjugendwerk mischt sich – als Interessenvertretung für Kinder und Jugendliche – in politische Diskussionen ein. Die AWO ist Gründungsmitglied der Aktion Mensch.

### Korporative Mitglieder
Vereinigungen mit sozialen Aufgaben können sich der Arbeiterwohlfahrt als korporatives Mitglied anschließen. Die AWO kann so die Basis ihrer eigenen Arbeit verbreitern, neue Aufgaben aufgreifen und Verbündete zur Durchsetzung ihrer sozial- und fachpolitischen Ziele gewinnen.
- AWO International
- Institut für Sozialarbeit und Sozialpädagogik
- Naturfreunde Deutschlands
- Notmütterdienst
- Sozialverband Deutschland

### Vorsitzende
- 1919–1933: Marie Juchacz, Ehrenvorsitzende bis zu ihrem Tod 1956
- 1946–1949: Robert Görlinger
- 1949–1965: Heinrich Albertz, später Regierender Bürgermeister von Berlin
- 1965–1971: Lotte Lemke, Ehrenvorsitzende bis zu ihrem Tod 1988
- 1971–1983: Kurt Partzsch, Ehrenvorsitzender bis zu seinem Tod 1996
- 1983–1989: Hermann Buschfort
- 1989–1991: Otto Fichtner
- 1991–2004: Manfred Ragati, Ehrenvorsitzender
- 2004–2008: Wilhelm Schmidt

Die Bundeskonferenz 2008 beschließt die Einführung eines Präsidiumsmodells und damit eine Umstrukturierung des Bundesverbandes. Seit November 2008 hat die AWO so einen hauptamtlichen Vorstand und ein ehrenamtliches Präsidium.
- 2008–2009:  Rainer Brückers[20]
- 2010–2020: Wolfgang Stadler Vorsitzender des Vorstands[21]
- 2021–2022: Jens Michael Schubert[22]
- ab 2022: Brigitte Döcker Vorsitzende des Vorstands[23]
- ab 2022: Claudia Mandrysch Vorständin[24], ab 2024 Teil einer Doppelspitze[25]
- ab 2024: Dr. Marvin Deversi Vorstandsmitglied in Doppelspitze[26]

Unter dem Motto „Demokratie sozial und gerecht. Mit uns.“ tagte am 18. und 19. Juni 2021 die Bundeskonferenz der Arbeiterwohlfahrt. 167 Delegierte und das Präsidium verabschiedeten verschiedene Beschlüsse und wählten erstmals eine Doppelspitze zum Vorsitz des Präsidiums: Kathrin Sonnenholzner und Michael Groß folgen Wilhelm Schmidt in seinem Amt.

### Ehrenamtliche Präsidenten (seit 2008)
- von 2008 bis 2021: Wilhelm Schmidt[28]
- seit 2021: Kathrin Sonnenholzner und Michael Groß[29]

## Auszeichnungen der AWO
Die Marie-Juchacz-Plakette ist eine Ehrenauszeichnung, die von der Arbeiterwohlfahrt verliehen wird. Sie ist die höchste Auszeichnung dieses Verbandes. Namensgeberin ist die Gründerin der Arbeiterwohlfahrt, Marie Juchacz. Die Auszeichnung wird an Mitglieder der Arbeiterwohlfahrt verliehen, die besonderes Engagement für den Verein gezeigt haben und politisch für die Belange der AWO eingestanden sind.
Mit dem Lotte-Lemke-Preis werden Institutionen, Organisationen, Vereine, Verbände, deren Vertreter, aber auch Einzelpersonen ausgezeichnet, die mit ihrem Handeln den einzelnen Leitsätzen und Aussagen des Leitbildes der AWO entsprechen, die nachhaltig soziale Projekte, Initiativen, national wie internationale wohlfahrtspflegerische Aufgaben der AWO entwickelt, gestaltet, unterstützt und gefördert haben. Benannt ist der Preis nach der langjährigen Vorsitzende der AWO Lotte Lemke.
Mit der Verleihung des Heinrich-Albertz-Friedenspreises zeichnet der Bundesverband der AWO seit 1999 eine Persönlichkeit des öffentlichen Lebens für ihr Engagement für den sozialen Frieden aus.

## Kontroversen

### Arbeitsgelegenheiten mit Mehraufwandsentschädigung
2004 begrüßte der damalige AWO-Bundesvorsitzende Manfred Ragati die Einführung von Arbeitsgelegenheiten mit Mehraufwandsentschädigung (AGH-MAE) und kündigte an, dass die deutschen Wohlfahrtsverbände mindestens 30.000 AGH-MAE für Langzeitarbeitslose einrichten würden. Viele von ihnen empfanden die Einführung dieser Arbeitsgelegenheiten als entwürdigend, unsolidarisch und dem Gleichheitsprinzip widersprechend und protestierten. Sie nannten diese deshalb „1-Euro-Jobs“. Die soziale Gruppierung Die Überflüssigen besetzte damals symbolisch die AWO Landeszentrale Berlin. Der Wohlfahrtsverband akzeptierte dies nicht und stellte Strafantrag wegen Hausfriedensbruchs.

### Betrieb einer Kindertagesstätte auf Mallorca
Im Oktober 2018 ergaben Nachforschungen des Landesrechnungshofs Mecklenburg-Vorpommern, dass der AWO-Kreisverband Schwerin-Parchim eine Kindertagesstätte auf Mallorca unterhält. Ungeklärt blieben hierbei die Herkunft der Finanzierungsmittel und welche Einnahmen daraus erzielt werden. In den Geschäftsberichten der Schweriner AWO fand sich zu der Einrichtung ebenfalls kein Vermerk. Auf eine Anfrage des NDR verweigerte der Kreisvorstand mit dem Verweis, „unternehmenseigene Interna“ nicht offenlegen zu wollen, Auskünfte diesbezüglich. Das Sozialministerium Mecklenburg-Vorpommern teilte mit, Landesmittel seien nicht geflossen. Stefanie Drese (SPD), Ministerin für Soziales, Integration und Gleichstellung, stellte klar, dass eine Kita auf Mallorca „nicht im Landesinteresse“ liege und „aus Sicht des Ministeriums keine sozialpolitische Notwendigkeit für den Betrieb einer AWO-Einrichtung auf Mallorca“ bestehe. Auch der AWO-Bundesverband forderte eine rasche Aufklärung. „Den Verweis der AWO Schwerin auf die im Verbandsstatut genannte Förderung von Projekten im In- und Ausland […] können wir im Zusammenhang mit der Ferieninsel Mallorca nicht gelten lassen, und er erscheint im Gegenteil ausgesprochen fragwürdig“, so der Bundesvorsitzende Wolfgang Stadler. Bereits zuvor waren genauere Überprüfungen der Sozialverbände durch den Rechnungshof veranlasst worden.

### Leiharbeit
Der Bundesverband erklärte in einer Pressemitteilung vom 5. November 2010: „Systematische Leiharbeit lehnen wir ab!“. Dazu erklärt der AWO-Bundesvorsitzende Wolfgang Stadler: „Generell ist das Instrument der Leiharbeit kritisch zu betrachten und sensibel anzuwenden. Es ist als Instrument zur Schaffung von Beschäftigungschancen gedacht und dazu, Auftragsspitzen in Unternehmen abzudecken. Das heißt auch, dass ein sehr zurückhaltender und verantwortungsvoller Einsatz intendiert war und ist. Eine systematische Anwendung von Leiharbeit lehnen wir von daher als Bundesverband ab. Wenn es in Ausnahmefällen zum Einsatz von Leiharbeit kommen sollte, dann muss verbindlich klar sein, dass Leiharbeiter den Festangestellten nach dem Grundsatz ,gleicher Lohn für gleiche Arbeit‛ gleichzustellen sind.“
Die AWO im westlichen Westfalen beschäftigt rund 15.000 Mitarbeiter (Stand 2010) unter den Rahmenbedingungen des mit Ver.di geschlossenen Tarifvertrags AWO NRW. Die AWO im Bezirk Westliches Westfalen bietet Arbeitnehmern zeitlich befristet nach einem Auslaufen der Vertragszeit an, neue Verträge bei der Arbeiterwohlfahrt-Servicegesellschaft (AW PSG) abzuschließen. Diese hauseigene Zeitarbeitsfirma leiht das Personal dann an die Muttergesellschaft AWO aus. Dadurch ist es möglich, den Leiharbeitern Tarifverträge mit schlechterer Bezahlung als den Festangestellten anzubieten. Im Bezirk Westliches Westfalen hat die AWO etwa 300 Mitarbeiter in die Leiharbeit ausgegliedert.
Die Vorteile für die AWO sind zum einen der geringere Lohn und Einsparungen bei der Mehrwertsteuer. Der Vorteil für die AWO bestehe nach eigener Aussage nicht in geringeren Lohnkosten – die Stunde Leiharbeit sei in der Regel sogar teurer als eine Stunde gemäß Tarifvertrag AWO NRW –, sondern in einer größeren Flexibilität des Arbeitseinsatzes, zum Beispiel bei Krankheits- oder Urlaubsvertretungen und bei Belegungsschwankungen. Dagegen gibt die Gewerkschaft ver.di jedoch u. a. zu bedenken, dass der Tarifvertrag gegenüber dem Öffentlichen Dienst nachteilig sei, für viele Beschäftigte ohnehin nicht gelte und vor allem gering Qualifizierte von der Ausgründung in Zeitarbeitsbeschäftigung betroffen seien.

### Untreueverdacht in Mecklenburg-Vorpommern
Seit 2016 wird in der Presse über Unregelmäßigkeiten im Landesverband Mecklenburg-Vorpommern berichtet. Die Staatsanwaltschaften in Schwerin und Neubrandenburg ermitteln gegen drei frühere Geschäftsführer des Verbandes wegen des Verdachtes auf Untreue und teilweise schwere Untreue. Der Landtag Mecklenburg-Vorpommern setzte einen parlamentarischen Untersuchungsausschuss zu den Vorwürfen ein, der seit dem 27. Februar 2017 tätig ist. Dem ehemaligen Landesvorsitzenden der AWO Ulf Skodda wird vorgeworfen, im Untersuchungsausschuss des Landtages die Unwahrheit gesagt haben. Auch hier läuft eine Untersuchung der Staatsanwaltschaft. Die Vorwürfe haben sich zwischenzeitlich als haltlos erwiesen. Die Staatsanwaltschaft hat das Ermittlungsverfahren gegen Skodda mangels hinreichenden Tatverdachts eingestellt.

### Betrugs- und Untreueverdachtsfälle in Hessen
Ende 2018 gab der AWO-Kreisverband Frankfurt am Main seine beiden im Auftrag der Stadt Frankfurt betriebenen Unterkünfte für Asylbewerber auf. Das städtische Sozialdezernat war auf finanzielle Unregelmäßigkeiten aufmerksam geworden, interne Prüfer und Amtsjuristen empfahlen daraufhin die „schnellstmögliche Beendigung der Zusammenarbeit“. Öffentlich wurde dies erst durch anonyme Hinweise, die an die Frankfurter Neue Presse geschickt worden sind. „Im Frühjahr 2019 erreichte die Redaktion ein anonymer Brief mit Unterlagen und Hinweisen, die den Verdacht der Untreue im geschilderten Fall nahelegten“, sagte der Lokalreporter Daniel Gräber in einem Interview.
Insgesamt erhielt die AWO Frankfurt von der Stadtverwaltung Frankfurt von Mitte 2016 bis Ende 2018 mehr als 15 Millionen Euro für den Betrieb einer Unterkunft, davon allein 6,5 Millionen für einen Sicherheitsdienst, der von Mitarbeitern der AWO Frankfurt gegründet und verwaltet wurde. Laut einem im Juli 2019 veröffentlichtem Bericht der Frankfurter Neuen Presse erhielt die AWO Frankfurt unter anderem Fördermittel für ein Sport- und Physiotherapie-Programm in ihren Asylbewerberheimen, das in einem weitaus geringerem Umfang stattgefunden haben soll, als gegenüber der Stadt behauptet.
Nach einer anonymen Strafanzeige und infolge des durch Presseberichte verstärkten öffentlichen Interesses leitete die Staatsanwaltschaft Frankfurt ein Ermittlungsverfahren wegen des Verdachts des Betrugs und der Untreue gegen Verantwortliche des AWO-Kreisverbands ein. Der Wiesbadener Kreisverband der AWO meldete im November 2020 seine Insolvenz an. Im Juli 2021 wurde die Gemeinnützigkeit des Frankfurter Kreisverbands für die Jahre 2014 bis 2017 aberkannt. Kurz darauf berichtete die hessenschau, dass der Frankfurter AWO-Kreisverband von der AWO Wiesbaden um Personalkosten in Höhe von rund 3,2 Millionen Euro betrogen worden sein soll, sowie von fehlenden Kontrollen. Gegen fünf Beteiligte seien Strafanzeigen gestellt worden.

### Kontroversen um Mitarbeitergehälter
Die hessenschau berichtete im November 2019 über Auffälligkeiten im Beschäftigungsverhältnis einer Kindertagesstätten-Leiterin. Sie bezog ein unüblich höheres Gehalt und verfügte auch über einen Dienstwagen, der anderen Mitarbeitern in vergleichbarer Position nicht zusteht. Bei der Person handelt es sich um die Ehefrau des Frankfurter Oberbürgermeisters Peter Feldmann, der selbst zuvor für die AWO in Frankfurt tätig war. In dieser Position soll er sich laut einem Bericht des Hessischen Rundfunks jedoch hauptsächlich um seinen Wahlkampf gekümmert haben. Die erst mit ihm geschaffene Stelle wurde nach seiner Wahl nicht wieder besetzt. Der Bürgermeister kritisierte die „exklusive“ Berichterstattung der hessenschau und kündigte an, sich gegenüber allen Medien zu äußern; er gab der Bildzeitung ein Interview, in dem er angab, nicht über die Einkünfte seiner Frau informiert gewesen zu sein. Über sein eigenes früheres Beschäftigungsverhältnis bei der AWO äußerte er sich nicht. Im August 2021 wurde bekannt, dass Feldmanns Ehefrau bereits 2014 und 2015 als Teilzeit-Praktikantin entgegen sonstiger Praxis ein volles Erzieherinnengehalt bezahlt worden war. Im Juli 2023 wurde Zübeyde Feldmann erstinstanzlich zu 110 Tagessätzen von 30 Euro verurteilt, da sie von November 2014 bis April 2017 einen 450-Euro-Minijob bei der AWO in Wiesbaden hatte, bei dem keinerlei Arbeitsleistung festgestellt werden konnte. Das Amtsgericht Frankfurt sah es als erwiesen an, das von vorneherein gar keine Tätigkeit für diese Arbeitsstelle vorgesehen gewesen sei, was Frau Feldmann neben ihrer gleichzeitigen Traineestelle bei der AWO in Frankfurt auch gar nicht hätte leisten können.
Im Dezember 2019 berichtete u. a. Spiegel Online, mehrere AWO-Funktionäre in Frankfurt und Wiesbaden erhielten beinahe sechsstellige Jahresgehälter und in wenigen Fällen das mehrfache dessen. Andere Mitarbeiter der AWO Frankfurt und Wiesbaden wurden dem Bericht zufolge, der sich auf interne Dokumente beruft, mit Sport-Dienstwagen, Beraterleistungen, Warengutscheinen und Erfolgsprämien in jeweils vier- bis deutlich fünfstelliger Höhe bedacht. Bis kurz vor der Publikmachung war dem Bericht zufolge innerhalb der letzten Jahre unter anderem in Frankfurt und Wiesbaden ein Ehepaar als Geschäftsführung installiert, das sich selbst bereicherte und in einem Fall als Aufsichtsratsvorsitzender den Ehepartner in Wiesbaden kontrollierte bzw. absicherte. Indes war ein AWO-Vize-Geschäftsführer in Frankfurt gleichzeitig in Wiesbaden als Revisor in Funktion. Der für die Aufsicht der Frankfurter AWO zuständige AWO-Bezirksverband Hessen-Süd wird wiederum von einer Person geführt, die zugleich ehrenamtlicher Vorstandschef der Frankfurter AWO ist und von der AWO in Wiesbaden mehrere Jahre lang Gehälter für Rechtsberatungen bezog. Dort übernahm die Staatsanwaltschaft Wiesbaden Ermittlungen wegen des Verdachts auf Untreue und Betrug. Als ehrenamtliche Revisorin für die AWO in Frankfurt fungierte die Bundestagsabgeordnete Uli Nissen, die ebenfalls im Zuge der Berichterstattung von ihrem Posten bei der AWO zurücktrat, da sie eigener Aussage nach keinen wirklichen Überblick über die finanziellen Vorgänge bei dem Sozialverband gehabt hatte. Noch im selben Monat trat ebenfalls das Präsidium des Frankfurter Kreisverbands mit dem AWO-Vorsitzenden und seinen drei Stellvertretern zurück. Auch die zum 1. Januar 2020 designierten Vorstände haben zuvor alle mit dem zurückgetretenen, beziehungsweise in Ruhestand gegangenen, ehemaligen Vorstandsvorsitzenden eng zusammengearbeitet und sind selbst mit hochwertigen Dienstwagen ausgestattet gewesen. Einer der neuen Stellvertreter gilt laut Recherchen der Frankfurter Rundschau gar als eine der Schlüsselfiguren im noch aufzuklärenden Skandal.
Ebenso zog der Pressesprecher der AWO Frankfurt am Main, Johannes Frass, der laut Facebook-Profil noch als Student eingeschrieben und Anfang dreißig ist, bei Bekanntwerden seines Jahresgehalts von rund 100.000 Euro – etwa doppelt so viel wie für eine vergleichbare Stelle üblich – sowie der Zurverfügungstellung eines Dienstwagens durch die AWO Kritik auf sich. Kritisch betrachtet wurde weiterhin die schnelle Karriere der auch zum Zeitpunkt der Berichterstattung Anfang dreißigjährigen SPD-Stadtverordneten Myrella Dorn, die ohne formalen Studienabschluss und ohne entsprechende Berufserfahrung zur Abteilungsleiterin gemacht wurde und dort bis heute ebenfalls etwa 100.000 Euro Jahresgehalt erhält. In der „Abteilung Jugend“ unterstanden ihr 26 hauptamtliche Mitarbeiter und zehn Honorarkräfte, auch ihr stand ein AWO-eigener Dienstwagen zur Verfügung. „Die Fraktion“ (Die Partei, Piraten und Freie Wähler) im Römer forderte Ende 2019 aufgrund des Vorgangs um Dorn ihren Rücktritt vom Amt der Stadtverordneten.
Einem internen Bericht zufolge erhielt die vierköpfige Führung der AWO Thüringen jährlich rund 860.000 Euro Gehalt (Kosten für Dienstwagen und Wohnungen nicht eingerechnet). So erhielt der ehemalige Geschäftsführer der AWO-Thüringen und derzeitige Geschäftsführer mehrerer Tochtergesellschaften der AWO-Thüringen über mehrere Jahre ein Bruttogehalt, das sich an seinen früheren Kosten für eine 128-Quadratmeter-Wohnung in der Erfurter Innenstadt orientierte. Darüber entschied neben dem Vorsitzenden der AWO-Thüringen eine AWO-Funktionärin in Erfurt, die in ihrer früheren Tätigkeit als Repräsentantin eines thüringischen Möbelhauses 80 Prozent aller Ausstattungsverträge von AWO-Tochtergesellschaften erhielt. Der Besitzer des Möbelhauses ist wiederum Vizevorsitzender des Kreisverbands Gotha und war bis 2017 Revisor des Landesverbands. Laut einem internen Bericht wurde dem ehemaligen Geschäftsführer der AWO Thüringen eine jährliche Gehaltserhöhung von drei Prozent sowie eine überaus hoch vergütete Altersteilzeit mit Freistellungsphase ab 2021 zugesichert. Eine Rückgabe seines Dienstwagens nach Ende der Beschäftigung sei nicht vereinbart. Nach einer internen Richtlinie der Verbandsführung in Berlin soll sich das Einkommen eigentlich deutschlandweit an denen des öffentlichen Dienstes orientieren.
Der ehemalige Geschäftsführer der AWO bei Müritz, Peter Olijnyk, wurde Anfang 2020 dazu verurteilt, der AWO überhöhte Bezüge von 390.000 Euro zurückzuzahlen. Im Februar 2020 erhob die Schweriner Staatsanwaltschaft zudem Anklage wegen des Verdachts der Untreue in besonders schwerem Fall, es geht um eine Summe von rund 1,3 Millionen Euro.
Infolge der Kritik wegen überhöhter Gehälter kam es nach Angaben des damaligen Bundesvorsitzenden Wolfgang Stadler zu einer neuen Höchstzahl an Austritten. Den Grund sah er dabei auch in der „unentwegt[en]“ medialen Berichterstattung.
Ver.di kritisierte im Jahr 2019 die ungleiche Anwendung von Tarifverträgen bei den verschiedenen Verbänden. Diese sind eine Folge der Kündigung des bundesweiten Vertrages im Jahr 2006.

### Versuchte Kündigung einer Betriebsratsvorsitzenden
Die Leitung der AWO Soziale Dienste Vogtland in Auerbach/Vogtl. geriet im Jahr 2021 wegen einer angestrebten Kündigung der Betriebsratsvorsitzenden in die Kritik. Vorangegangen war eine polizeiliche Durchsuchung in den Betriebsräumen, die angeblich auf einen Hinweis der Beschäftigtenvertreterin zurückging. Nach dem ergebnislosen Ende der Güteverhandlung vor dem Arbeitsgericht Zwickau steht eine gerichtliche Entscheidung noch aus.